# سيكيلي لاند

علم سكيلي لاند المختار من قبل مجلس سيكيري الوطني.

رمز علم المنطقة

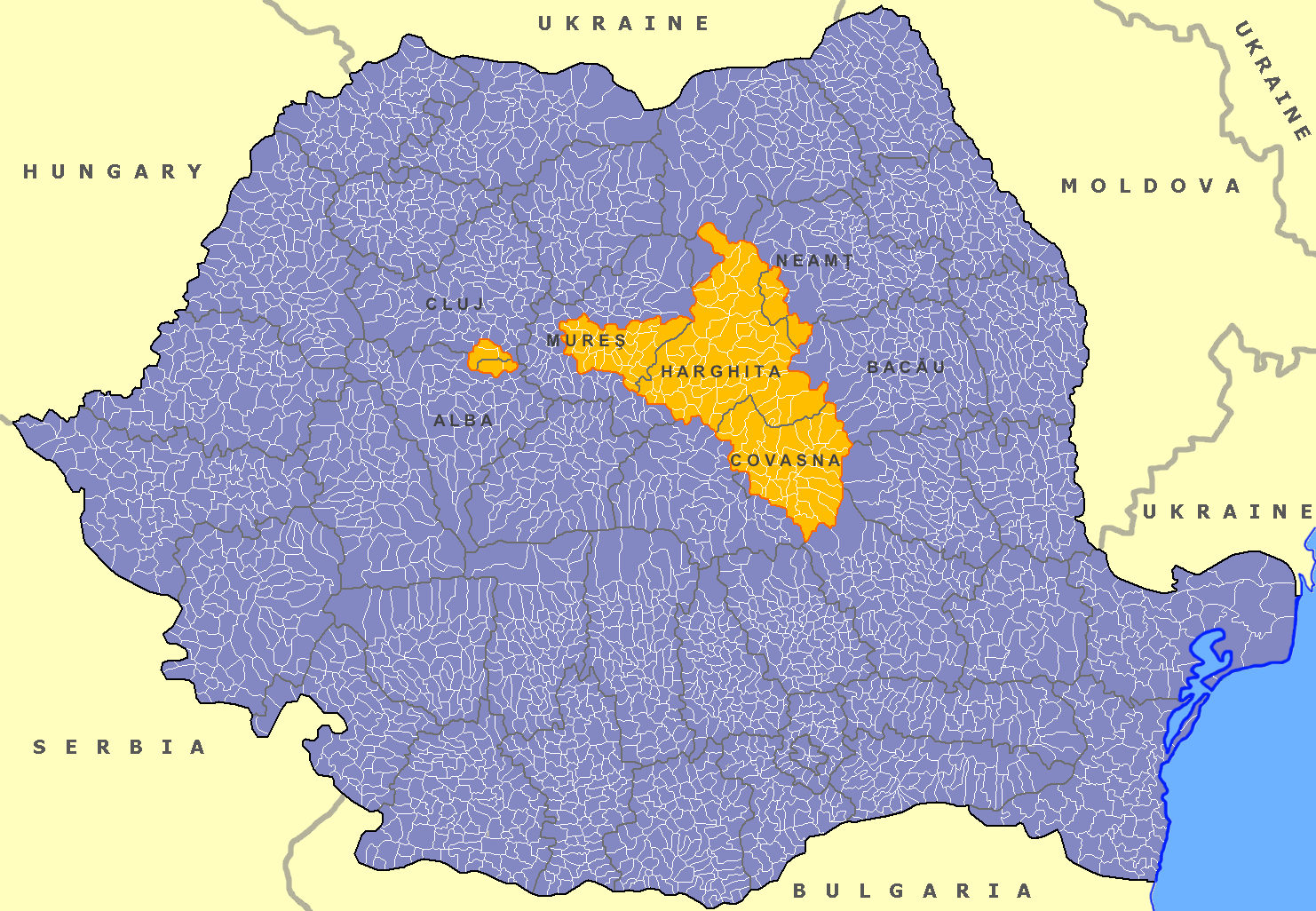
خريطة المنطقة التاريخية

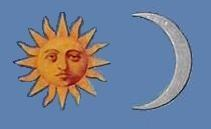
العلم التاريخي لسيكيلي لاند

سيكيلي لاند أو سيكيليرلاند ((بالمجرية: Székelyföld)‏; (بالرومانية: Ținutul Secuiesc)‏ (بالألمانية: Szeklerland)‏; (باللاتينية: Terra Siculorum)‏) هي منطقة تاريخية وعرقية في رومانيا، مأهولة بالأساس من قبل المجريين والرومانيين. المركز الثقافي لها هي مدينة تارغو موريش، مستوطنة بشرية بها.

## معرض صور

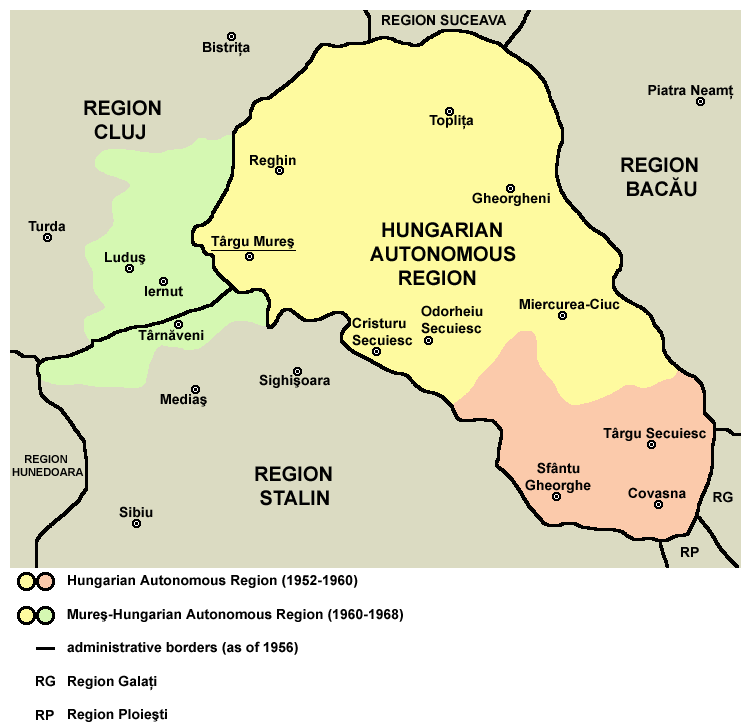